# Sân vận động Intwari
Sân vận động Intwari là một sân vận động đa năng ở Bujumbura, Burundi. Sân hiện đang được sử dụng chủ yếu cho các trận đấu bóng đá. Sân vận động có sức chứa 22.000 người. Trước đây sân được đặt theo tên của cựu thủ tướng Burundi và anh hùng độc lập Louis Rwagasore, trước khi được đổi tên vào ngày 1 tháng 7 năm 2019.